# Paraíso de Osorio
Paraíso de Osorio é um município localizado no departamento de La Paz, em El Salvador.